# Arta
Arta (en griego: Άρτα) es una ciudad del noroeste de Grecia, en la periferia de Epiro, y capital de la unidad periférica de Arta. En la Antigüedad fue conocida como Ambracia o Ampracia (en griego antiguo: Ἀμβρακία o Ἀμπρακία, Ambrakía o Amprakía). 
Está situada en un meandro del río Aracto. El antiguo puente de Arta sobre dicho río es célebre. Su castillo del siglo XIII d. C. es uno de los mejor conservados de Grecia. 
Tuvo dos grandes periodos de prosperidad: bajo Pirro en el siglo III a. C., y en los siglos XIII y XIV d. C., durante el Despotado de Epiro de la familia de los Comneno. 
La rica historia bizantina de Arta puede apreciarse en las numerosas iglesias bizantinas que posee la ciudad. Quizás la más conocida sea la iglesia de Panagía Parigorítissa, construida hacia 1290. 
Arta fue asediada y casi destruida durante la guerra de independencia de Grecia.

## Historia
El primer asentamiento en la zona de lo que es modernamente la ciudad de Arta, fue establecido en el siglo IX a. C. Ambracia fue fundada por los corintios hacia los años 655-625 a. C. Se encuentra a 15 km al norte del golfo homónimo. 

### Orígenes

Mapa de algunas de las ciudades griegas de las regiones de Etolia y Acarnania en la Antigüedad. Ambracia se ubicaba en el norte de Acarnania.

La ciudad fue independiente con un gran territorio que se extendía por la costa unos 20 km más hacia el interior. Su fundador legendario fue Ambrax, hijo de Tesproto. 
Una leyenda contaba que Cragaleo, un pastor considerado justo y prudente, fue obligado a ejercer de árbitro acerca de qué divinidad debía ser la que poseyera Ambracia: Apolo, Ártemis o Heracles. Apolo argumentó que su hijo Melaneo había engendrado a Ambracia, a la que se consideraba que se debía el nombre de la ciudad, además de que favoreció a la ciudad en varias ocasiones: siguiendo su oráculo, Gorgo, hijo o hermano de Cípselo, se había establecido en Ambracia guiando a un grupo de colonos procedentes de Corinto; además, un vaticinio suyo provocó que los ambraciotas se sublevaran contra Faleco, que era tirano de la ciudad. Por otra parte, los ambraciotas dedicaban una festividad al dios por haber introducido la justicia y el buen gobierno. Ártemis consideraba que la ciudad debía ser suya porque ella había provocado la muerte de Faleco y por ello los ambraciotas le rendían culto. Heracles, por su parte, dijo que él había derrotado a todos los pueblos de la zona cuando pretendieron robarle las vacas de Geriones y además los colonos corintios, que habían llegado a Ambracia eran descendientes suyos. Así pues, Cragaleo quedó convencido de que la ciudad pertenecía a Heracles aunque Apolo, encolerizado, lo convirtió en piedra. Así pues los ambraciotas ofrecían sacrificios a Apolo pero consideraban que la ciudad pertenecía a Heracles, a quien dedicaban una festividad, después de la cual ofrecían sacrificios a Cragaleo.

### Periodos griego y romano
Asistió a Corinto en su guerra contra Córcira en 432 a. C., proporcionándole ocho barcos.
Fue una ciudad próspera que aportó siete naves en las guerras médicas, en 480 a. C.
Durante la guerra del Peloponeso, Ambracia, como su metrópoli, se unió al bando espartano. En esta época dominaba todo el territorio llamado Anfiloquía junto con la ciudad de Argos Anfiloquia, y ambas eran aliadas de Acarnania. Los anfílocos pidieron ayuda a Atenas, que envió una fuerza dirigida por Formión que ocupó Argos y vendió a los pobladores ambraciotas como esclavos, devolviendo la ciudad a los anfílocos en 432 a. C. Disputó a los acarnianos y anfílocos, aliados de Atenas, el control del golfo de Ambracia. Acarnania obtuvo el apoyo de Atenas, después de la destrucción de Argos de Acaya por los espartanos, con la victoria del estratego Demóstenes en la batalla de Olpas, en 426 a. C. En el mismo año fue vencida por los acarnanios. Casi toda la población en edad de tomar las armas murió, por lo que Ambracia podía ser ocupada sin lucha por los atenienses, pero los acarnanios se opusieron a su conquista por miedo a que los atenienses fueran peores vecinos que los ambraciotas y se hizo un tratado de paz entre Ambracia de un lado y Acarnania y los anfílocos de otro, con una duración de 100 años. Ya firmado llegaron a la ciudad 300 infantes corintios que iban en ayuda de la ciudad. Durante resto de la guerra, Ambracia casi no tomó parte en la guerra, más que para enviar alguna ayuda a Siracusa, asediada por los atenienses. (Véase Expedición a Sicilia).
En 430 a. C., Ambracia volvió a atacar Argos, pero fue rechazada. Al año siguiente formó una coalición con la tribu epirota de los caones y otras tribus de la región. Dirigidos por el comandante espartano Cnemo atacaron Acarnania, aliada de los anfílocos, pero fueron derrotados ante la ciudad de Estrato.
En 396/395 a. C., entró en coalición con Atenas, Argos, Corinto y Tebas para luchar contra Esparta. Pero la incursión de los espartanos en Acarnania empujó a Ambracia a unirse a la  Liga del Peloponeso en 388 a. C.
En 338 a. C., Ambracia fue ocupada por los macedonios, capitaneados por el rey macedonio Filipo II. En 336 a. C. se rebeló contra su hijo Alejandro Magno, pero finalmente se sometió.
En 295 a. C., Pirro de Epiro, rey de los molosios, transfirió la capital de su reino a Ambracia, y la engalanó con relieves, estatuas y pinturas. La usaba de base desde la que atacó a los romanos. 
Ambracia se unió a la Liga Etolia en 230 a. C. Perdió su importancia en el siglo II a. C.. 
En 189 a. C. fue asediada por el cónsul romano Fulvio Nobilior, en la primavera del año 189 a. C. y metódicamente saqueada. Se firmó la paz y los romanos pudieron entrar en la ciudad, de la que se llevaron las obras de arte. En el año 146 a. C. Ambracia se convirtió en parte de la República romana y la provincia de Epiro fue renombrada como Epirus Vetus, para distinguirla de Epirus Nova al este. 
Quedó deshabitada definitivamente tras la fundación de Nicópolis (fundada en conmemoración de la victoria de Accio, en 31 a. C.), por Augusto, a donde fueron trasladados sus habitantes.
En el siglo VI, tras la destrucción de Nicópolis perpetrada por los búlgaros, la ciudad de Arta se desarrolló sobre el lugar de la antigua ciudad de Ambracia.

### Época bizantina y otomana

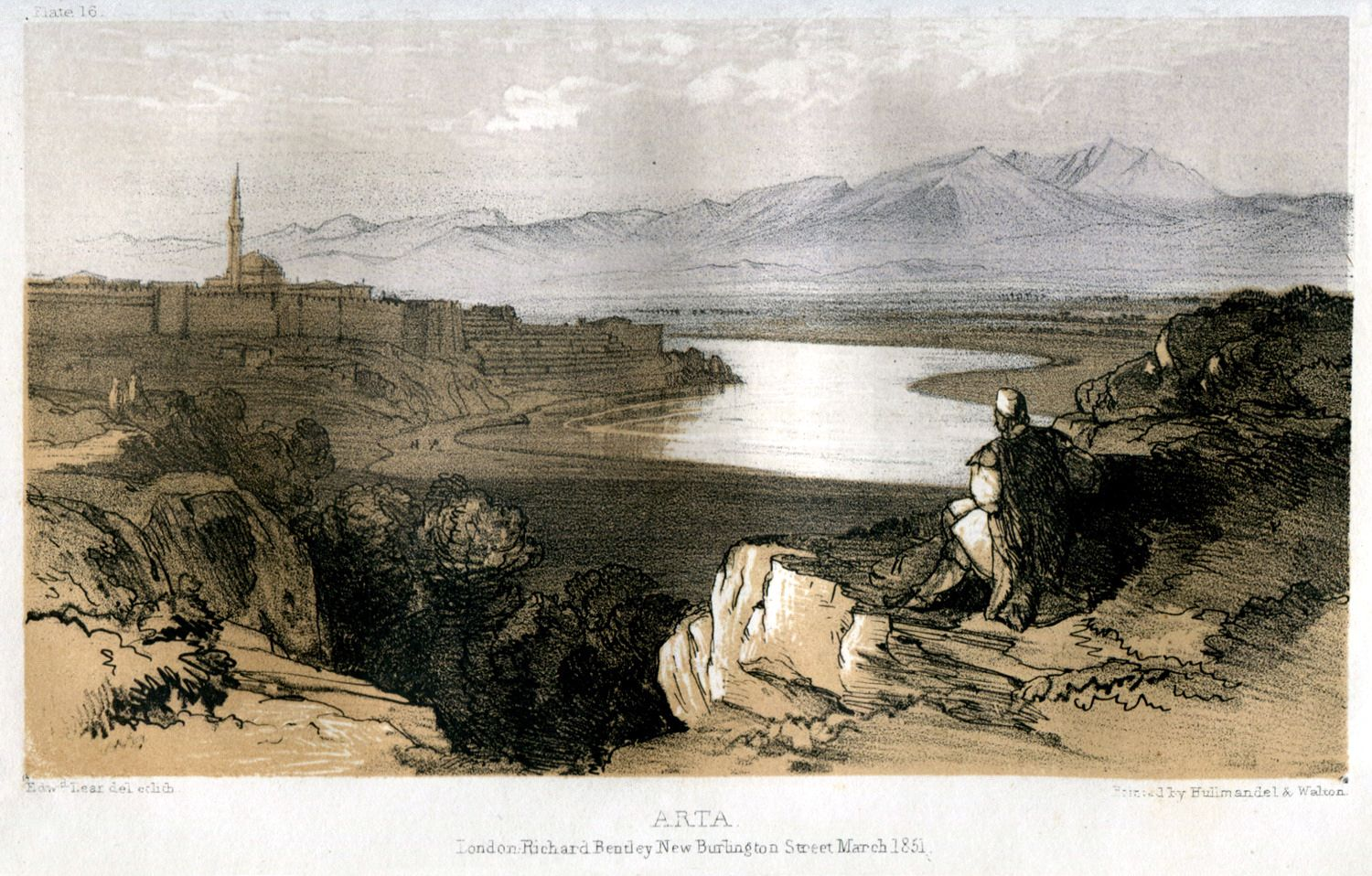
Aspecto de la ciudad y los alrededores en 1851, durante el período otomano

La ciudad fue fundada por segunda vez durante el Imperio bizantino, probablemente en el siglo X, con el nombre de Arta. La ciudad no es mencionada con el nombre de Arta hasta el año 1082. En 1204 tras la caída de Constantinopla frente a los Cruzados, se convirtió en la capital del Despotado de Epiro. Este despotado se extendía hasta Dirraquio, e incluía toda la Grecia noroeste y las regiones de Tesalia y el noroeste de Macedonia. Su fundador fue Miguel I Comneno Ducas (1205-1215), pariente de la familia bizantina imperial de los Comneno. Tras las breves conquistas de la ciudad por la dinastía italiana de los Orsini (1318-1337), el Imperio serbio (1337-1359), los clanes albaneses (1359-1416) y los gobernantes italianos (Carlo II Tocco, Leonardo III Tocco), los turcos otomanos la conquistaron en 1449 y le cambiaron el nombre por el de Narda. Fue ocupada por los venecianos en 1717 y los franceses en 1797. Los otomanos volvieron a ocuparla en el año 1799. La ciudad pasó a formar parte del actual Estado griego en 1881 según lo dispuesto en el Tratado de Berlín.

## Sitios de interés

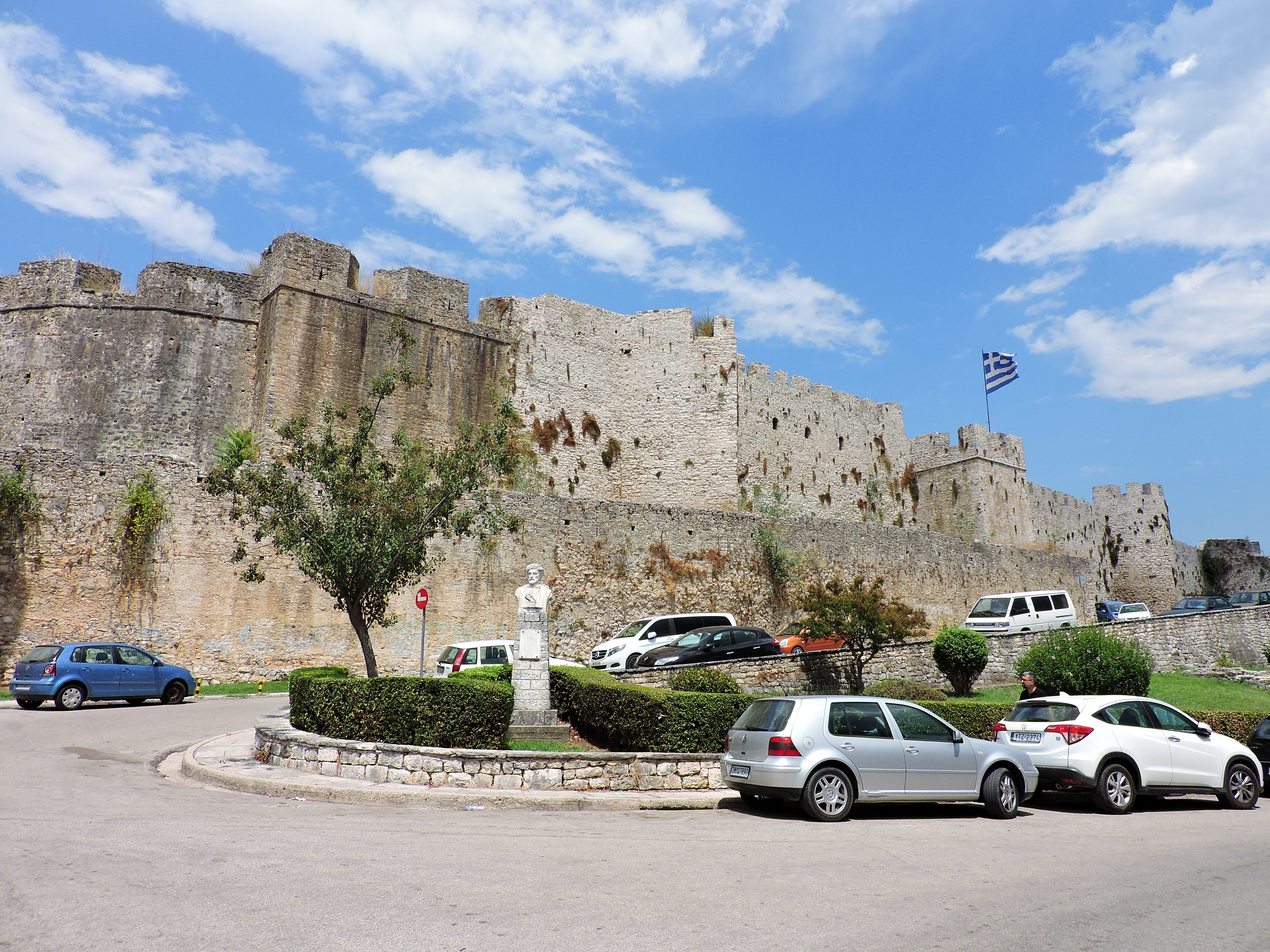
Vista del castillo bizantino.

La ciudad moderna está en el sitio de la antigua Ambracia. Los restos de la época clásica incluyen las antiguas murallas, las ruinas de un antiguo templo de Apolo, un pequeño teatro y restos del cementerio suroeste.
Las fortificaciones de la ciudad fueron construidas por Miguel I Comneno Ducas a principios del siglo XIII, pero su forma actual es en gran parte postbizantina. La arquitectura secular del período bizantino, incluido el palacio de los déspotas de Epiro, ha desaparecido por completo, pero la ciudad conserva numerosas iglesias.
Además de la iglesia catedral de Panagía Parigoritissa, destacan las iglesias, también del período bizantino, de Kato Panagia, construida por el padre de Nicéforo I, Miguel II Comneno Ducas, y el monasterio de Santa Teodora, que alberga la tumba de la patrona de la ciudad, Teodora de Arta, esposa de Miguel II Comneno Ducas, que posteriormente sería canonizada.

### Iglesia de Panagía Parigoritissa

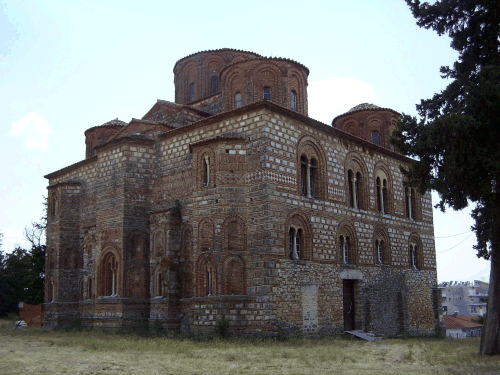
Vista de la Iglesia de Panagía Parigoritissa

Esta iglesia bizantina dedicada a la Virgen de la Consolación, la más importante de la ciudad, se encuentra a su entrada. Fue construida en el año 1295 por Nicéforo I Comneno Ducas y su esposa Ana Paleólogo Cantacuceno. Tiene forma de cubo, aligerado por dos hileras de ventanas geminadas. En el ábside hay nichos cuadrangulares y vanos de distintos niveles. Además, está cubierta por una cúpula central, a su vez rodeada de otras cinco más pequeñas. En el interior destaca el nártex, que rodea en res de sus lados la nave con la cúpula central. En tambor, de forma cuadrada, está ceñido por una triple galería de dos plantas con innumerables columnillas. Sobre el tambor se apoya la cúpula, sustentada por ocho salmeres y decorada con mosaicos del siglo XII. Estos representan al Cristo Pantocrátor rodeado por una corte de profetas y querubines. En todo el recinto se conservan restos de frescos e iconos de las épocas Clásica y Helenística.